# The Big Swallow
The Big Swallow er en britisk stumfilm fra 1901 af James Williamson.